# John Dundurs
John Dundurs (* als Janis Valdemars Dundurs am  13. September 1922 in Riga; † 21. September 2016) war ein US-amerikanischer Ingenieur.
Dundurs studierte in Lettland, Dresden und Stuttgart (konnte aber kriegsbedingt keine Abschlüsse machen) und an der Northwestern University mit dem Bachelor-Abschluss als Ingenieur 1951, dem Master-Abschluss 1955 und der Promotion bei Miklos Hetenyi 1958 (Elastic Plates with Circular Inserts Subjected to Concentrated Forces). Dazwischen entwickelte er bei International Harvester 1952/53 Dieselmotoren und forschte 1953/54 im Hydraulik-Labor der Northwestern. 1955 wurde er dort Instructor und 1966 Professor für Bauingenieurwesen. 1994 wurde er emeritiert.
Er befasste sich mit Elastizitätstheorie, Bruchmechanik, Reibung.
1990 erhielt er die Von-Karman-Medaille.